# Гарнер (Арканзас)
Гарнер (англ. Garner, Arkansas) — город, расположенный в округе Уайт (штат Арканзас, США) с населением в 284 человека по статистическим данным переписи 2000 года.

## География
По данным Бюро переписи населения США Гарнер имеет общую площадь в 1,55 квадратных километров, водных ресурсов в черте населённого пункта не имеется.
Город Гарнер расположен на высоте 67 метров над уровнем моря.

## Демография
По данным переписи населения 2000 года в Гарнере проживало 284 человека, 83 семьи, насчитывалось 103 домашних хозяйств и 113 жилых домов. Средняя плотность населения составляла около 158 человека на один квадратный километр. Расовый состав Гарнера по данным переписи распределился следующим образом: 95,07 % белых, 1,06 % — чёрных или афроамериканцев, 3,87 % — представителей смешанных рас.
Испаноговорящие составили 1,06 % от всех жителей города.
Из 103 домашних хозяйств в 40,8 % — воспитывали детей в возрасте до 18 лет, 66,0 % представляли собой совместно проживающие супружеские пары, в 11,7 % семей женщины проживали без мужей, 19,4 % не имели семей. 18,4 % от общего числа семей на момент переписи жили самостоятельно, при этом 7,8 % составили одинокие пожилые люди в возрасте 65 лет и старше. Средний размер домашнего хозяйства составил 2,76 человек, а средний размер семьи — 3,08 человек.
Население города по возрастному диапазону по данным переписи 2000 года распределилось следующим образом: 28,9 % — жители младше 18 лет, 4,9 % — между 18 и 24 годами, 33,1 % — от 25 до 44 лет, 20,8 % — от 45 до 64 лет и 12,3 % — в возрасте 65 лет и старше. Средний возраст жителей составил 34 года. На каждые 100 женщин в Гарнере приходилось 98,6 мужчин, при этом на каждые сто женщин 18 лет и старше приходилось 94,2 мужчин также старше 18 лет.
Средний доход на одно домашнее хозяйство в городе составил 24 688 долларов США, а средний доход на одну семью — 28 393 доллара. При этом мужчины имели средний доход в 24 375 долларов США в год против 18 750 долларов среднегодового дохода у женщин. Доход на душу населения в городе составил 11 015 долларов в год. 12,3 % от всего числа семей в округе и 19,2 % от всей численности населения находилось на момент переписи населения за чертой бедности, при этом из них были моложе 18 лет и 15,8 % — в возрасте 65 лет и старше.